# 滇剧
滇剧，中国戏曲剧种之一，因盛行于云南（简称滇）而得名。2008年6月7日，滇剧列入中国第二批国家级非物质文化遗产名录。
滇剧起源于清代道光年间，由多种外来剧种糅合而成。丝弦、胡琴腔、襄阳腔为滇剧的三大声腔系统。滇剧在20世纪一度兴盛，1990年代之后，滇剧与其他大部分戏曲剧种一样逐渐衰落。
主要剧目有《京娘送兄》、《闯宫》、《鼓滚刘封》、《牛皋扯旨》等。主要的演出团体有云南省滇剧院、玉溪市滇剧院等。